# آلبرتو تورلی
آلبرتو تورلی (انگلیسی: Alberto Torelli؛ زادهٔ ۱۱ مهٔ ۱۹۹۵) بازیکن فوتبال است.
از باشگاه‌هایی که در آن بازی کرده‌است می‌توان به باشگاه فوتبال روبور سیه‌نا اشاره کرد.